# Стадион имени Бориса Тропанца
Стадион имени Бориса Тропанца (укр. Стадіон імені Бориса Тропанця) — стадион в селе Камчик в   Одесской области. Построен в 2015 году. Является домашней ареной местного футбольного клуба «Балканы».

## История
Стадион построен летом 2015 года за рекордные сроки — 23 дня. Решение о строительстве было принято после того, как стало известно, что по результатам жеребьевки 1/16 финала Кубка Украины любительская на тот момент команда «Балканы» должна была принять ФК «Днепр». До этого футбольная арена имела только травяное поле. Матч «Балканы» — «Днепр» (0:1) состоялся 22 августа 2015 года и собрал по официальным данным 10000 зрителей, что намного превышает количество сидячих мест на стадионе. Такое расхождение объясняется тем, что на некоторых матчах болельщики кроме трибун размещаются также на склоне рядом с футбольным полем.
Стадион назван в честь футболиста и футбольного тренера Бориса Тропанца, который родился в селе Заря.